# Dekanat Aschaffenburg-West
Das Dekanat Aschaffenburg-West ist eines von 20 Dekanaten im römisch-katholischen Bistum Würzburg.
Es umfasst den westlichen Teil des Landkreises Aschaffenburg. Es grenzt im Nordosten an das Dekanat Aschaffenburg-Ost, im Osten an das Dekanat Aschaffenburg-Stadt, im Südosten an das Dekanat Obernburg, im Westen an das Nachbar-Bistum Mainz und im Norden an das Dekanat Alzenau.
Sieben Pfarrgemeinden haben sich bis 2010 zu drei Pfarreiengemeinschaften zusammengeschlossen. St. Laurentius, Kleinostheim, St. Margaretha, Mainaschaff und Maria Rosenkranzkönigin, Stockstadt am Main bleiben Einzelpfarreien.
Dekan ist Uwe Nimbler, Pfarrer von St. Peter und Paul und Mariä Himmelfahrt, Großostheim in der gleichnamigen Pfarreiengemeinschaft. Sein Stellvertreter Georg Klar, Pfarrer von St. Margareta, Mainaschaff. In Großostheim befindet sich daher auch der aktuelle Verwaltungssitz.

## Gliederung
Sortiert nach Pfarreiengemeinschaften werden die Pfarreien genannt, alle zu einer Pfarrei gehörigen Exposituren, Benefizien und Filialen werden nach der jeweiligen Pfarrei aufgezählt, danach folgen Kapellen, Klöster und Wallfahrtskirchen. Weiterhin werden auch die Einzelpfarreien am Ende aufgelistet.

### Pfarreiengemeinschaften

#### Pfarreiengemeinschaft St. Maria und Johannes der Täufer (Johannesberg)
- Pfarrei St. Johannes Enthauptung (Johannesberg) mit Kreuzerhöhung (Rückersbach) und Verklärung Christi (Steinbach), Kapelle „Zum Guten Hirten“ (Breunsberg)
- Pfarrei Mariä Himmelfahrt (Glattbach), Unbefleckte Empfängnis (Neue Kirche im Roncalli-Zentrum), St. Maria

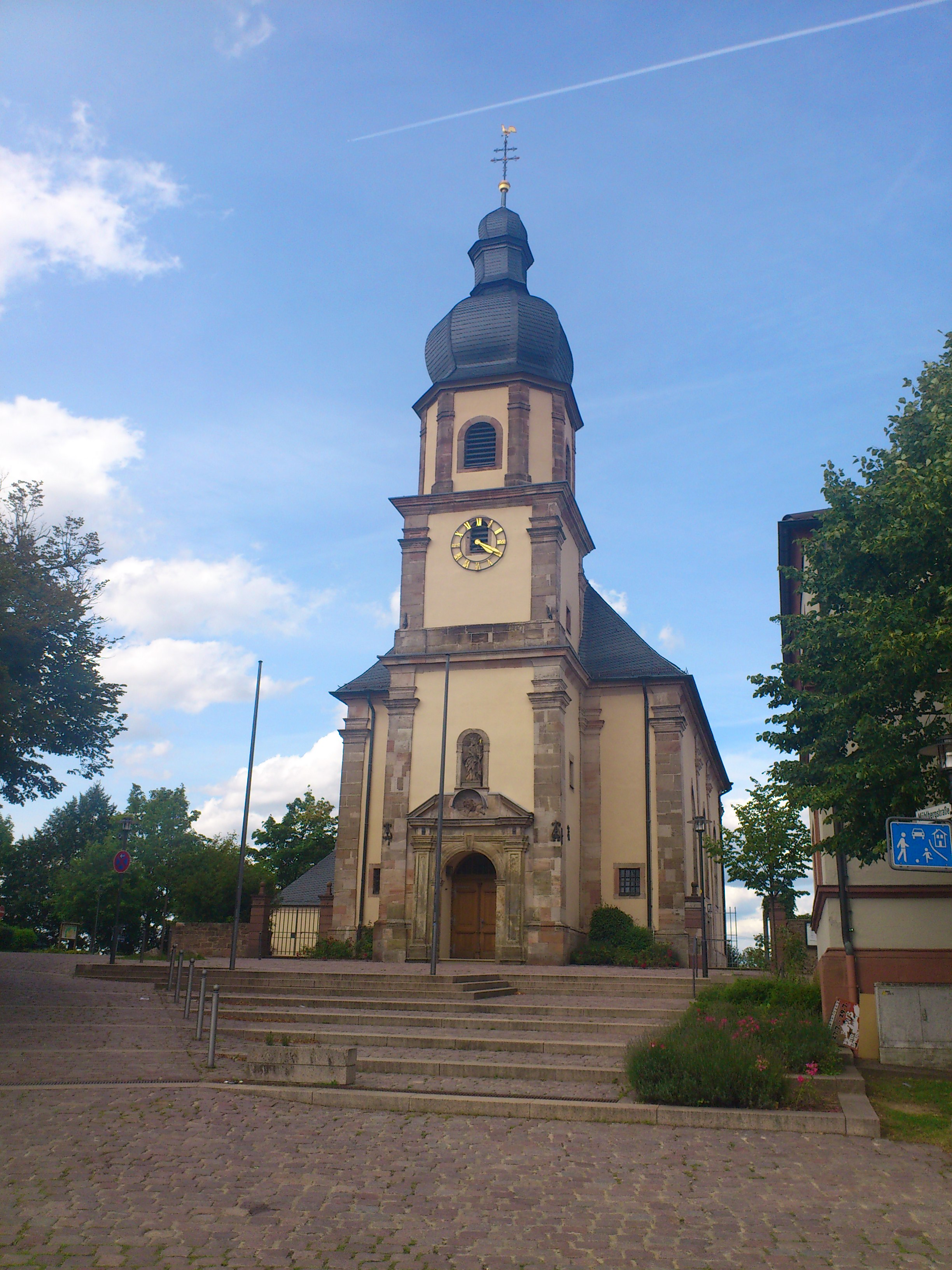
St. Johannes Enthauptung
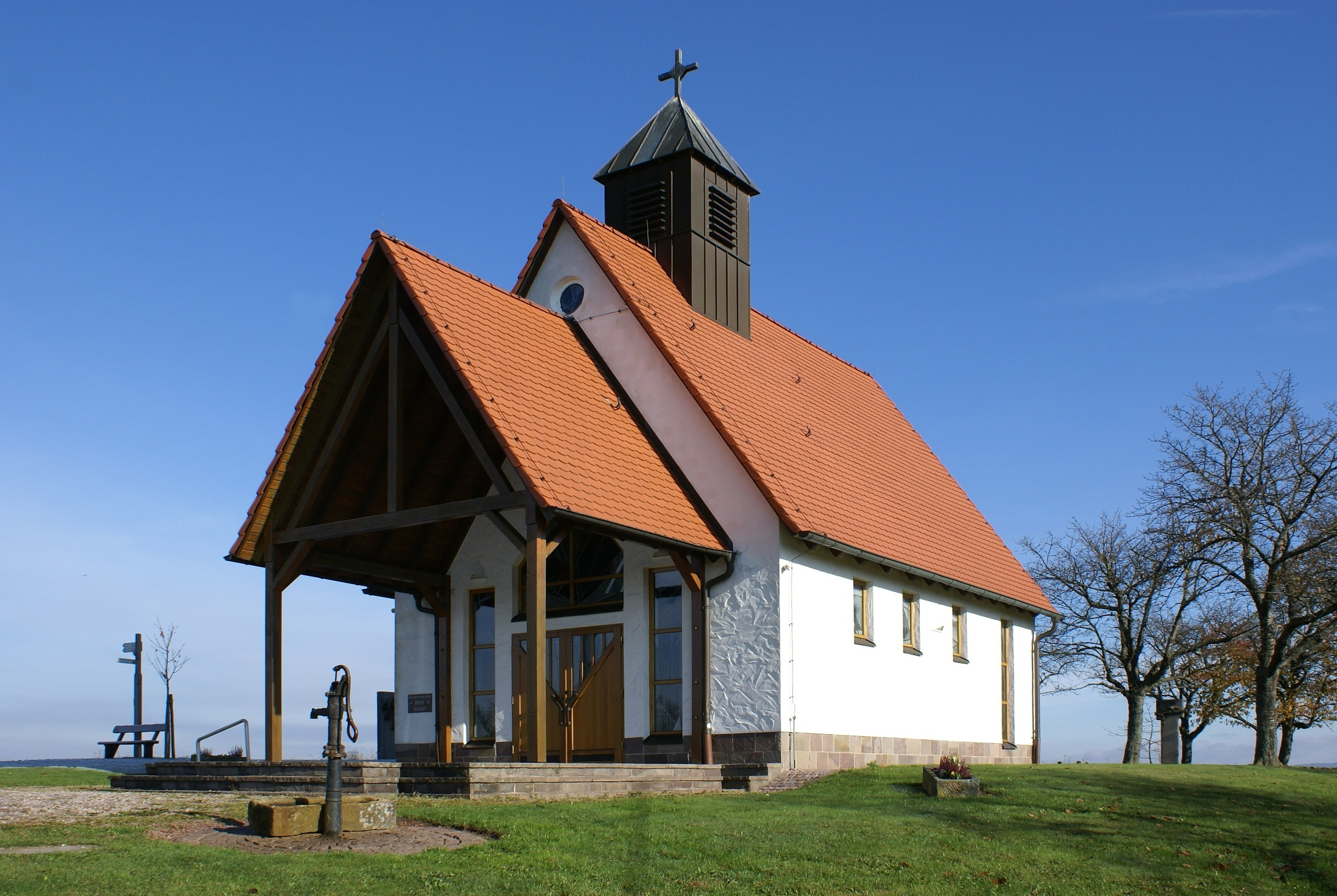
Breunsberg

#### Pfarreiengemeinschaft St. Peter und Paul und Mariä Himmelfahrt (Großostheim)
- Pfarrei St. Peter und Paul, Großostheim mit Kreuzkapelle, Alt-Heiligkreuz-Kapelle und Wendelinuskapelle
- Pfarrei Mariä Himmelfahrt, Großostheim mit Kapelle St. Wolfgang

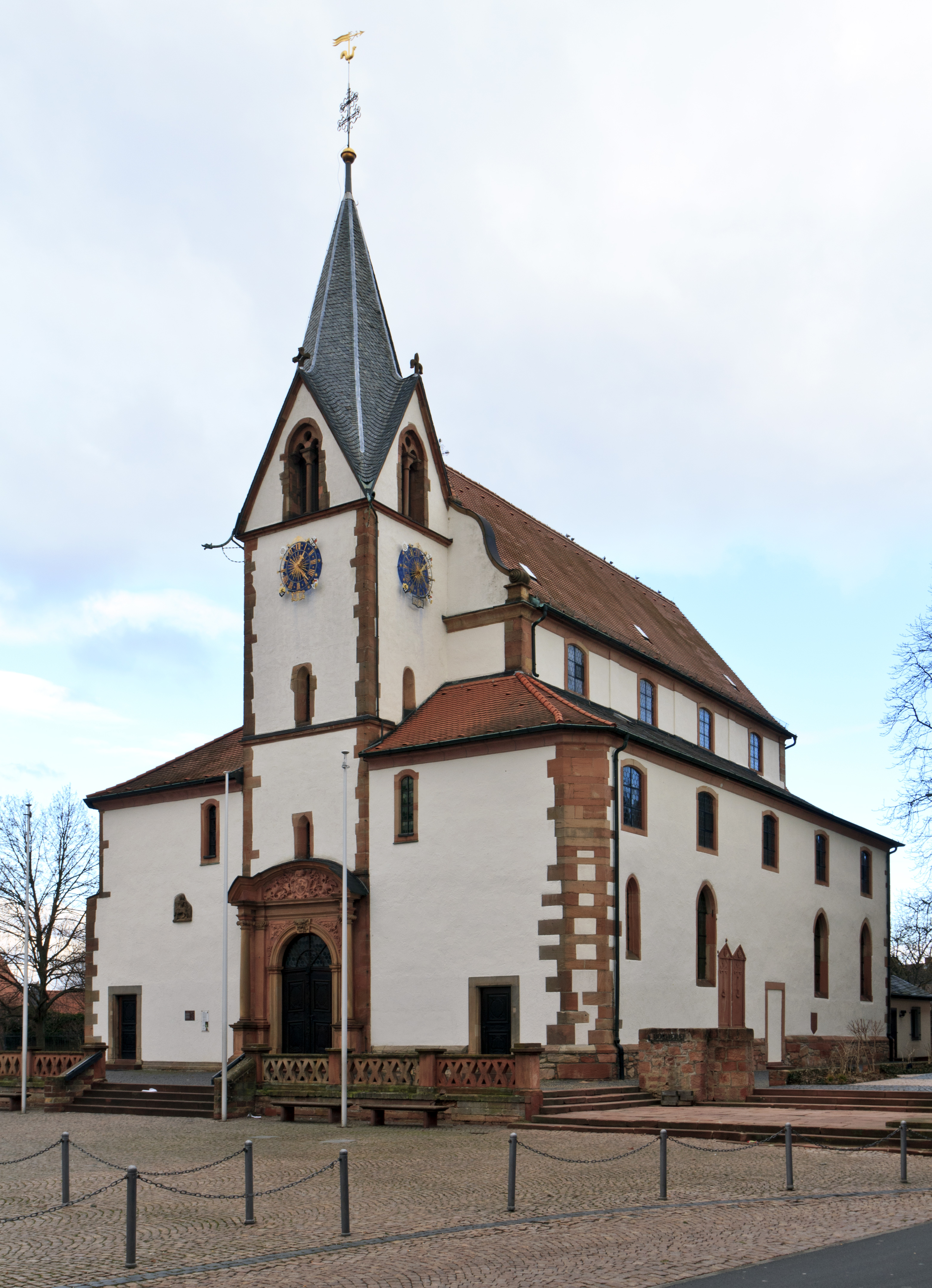
St. Peter und Paul
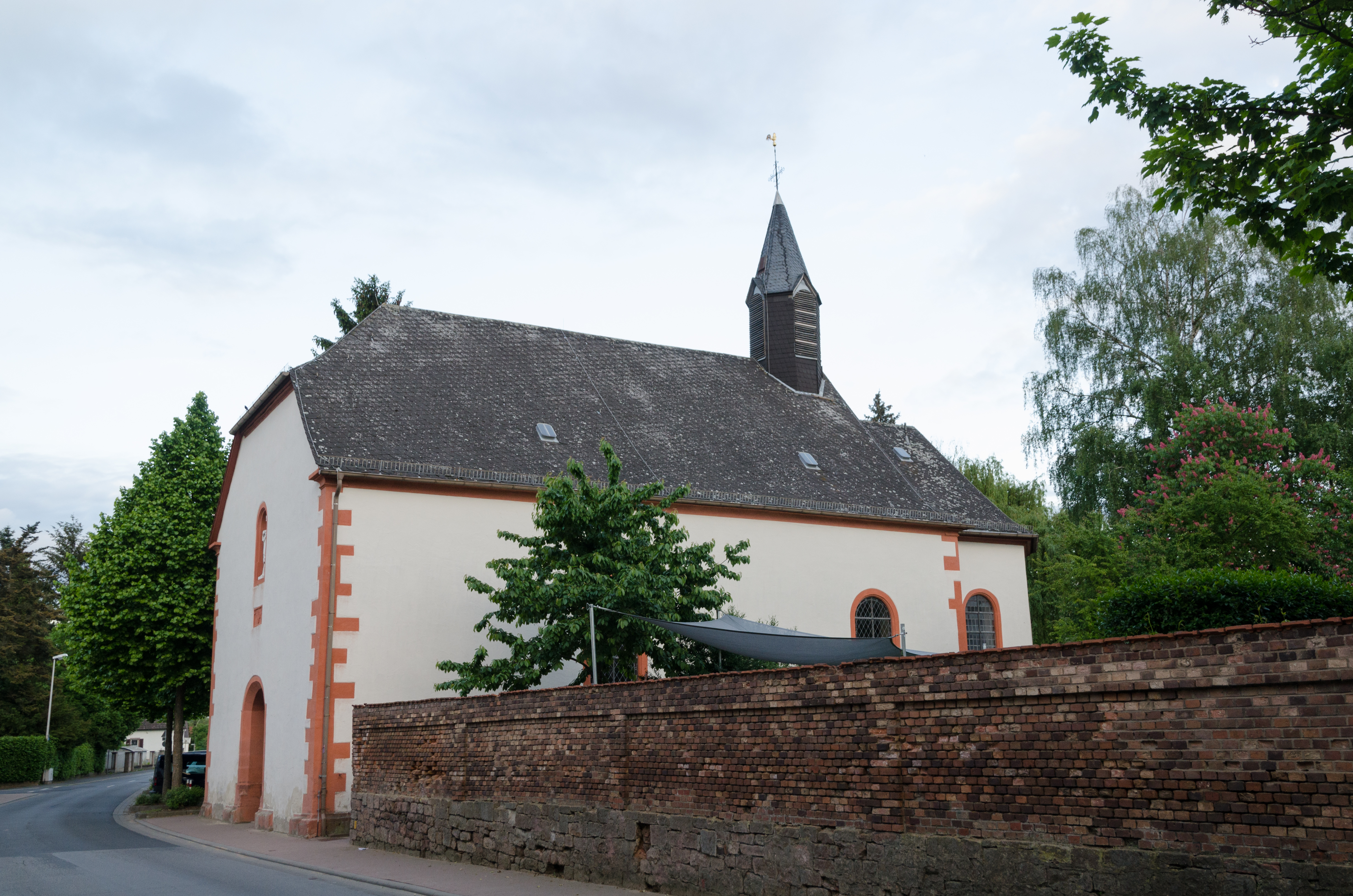
Hl. Kreuzkapelle

#### Pfarreiengemeinschaft Regenbogen im Bachgau (Pflaumheim)
- Pfarrei St. Luzia, Pflaumheim mit Kapelle St. Anna
- Pfarrei St. Pius X., Ringheim
- Pfarrei St. Sebastian, Wenigumstadt mit Vierzehnnothelferkapelle

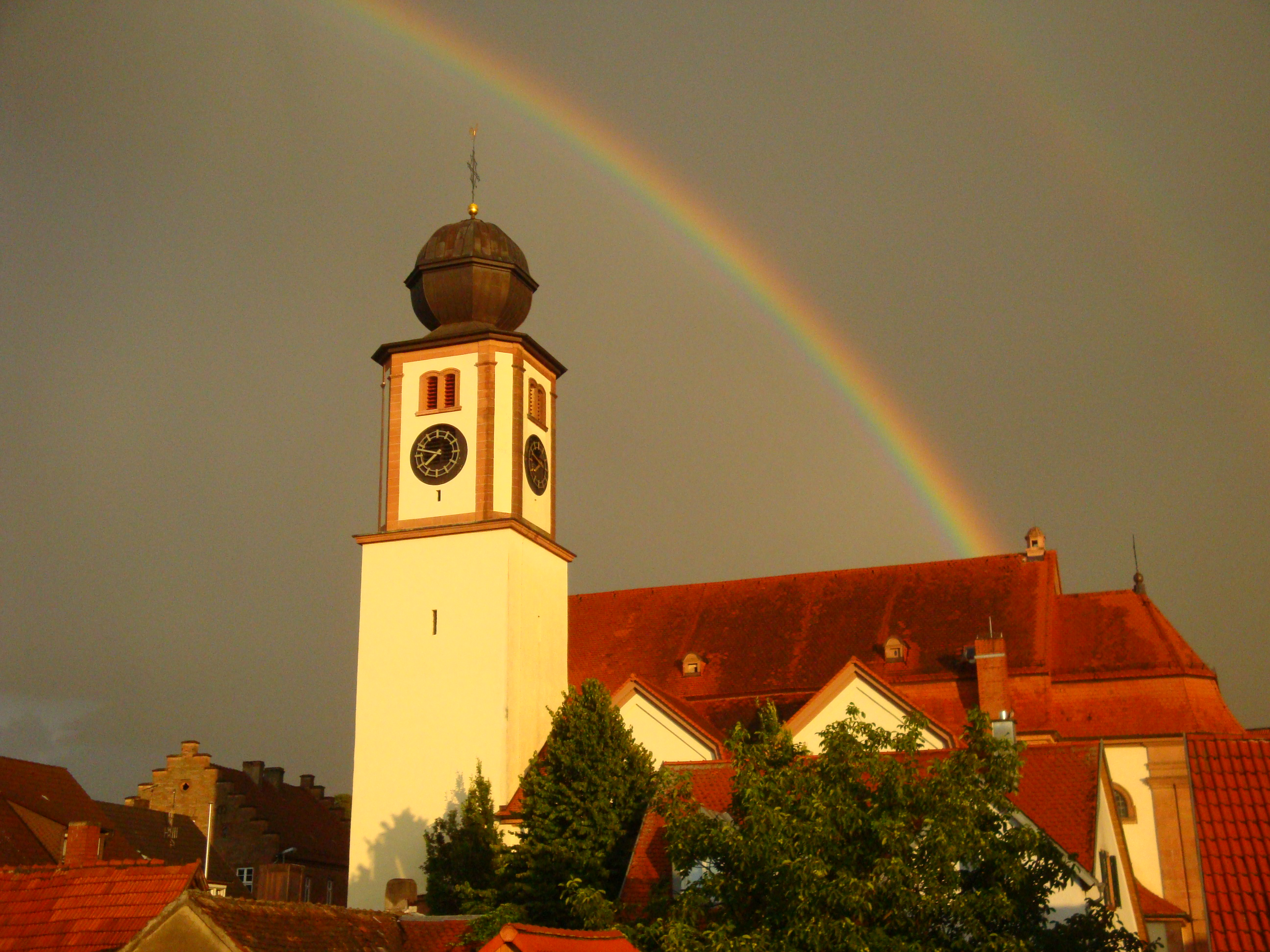
St. Luzia
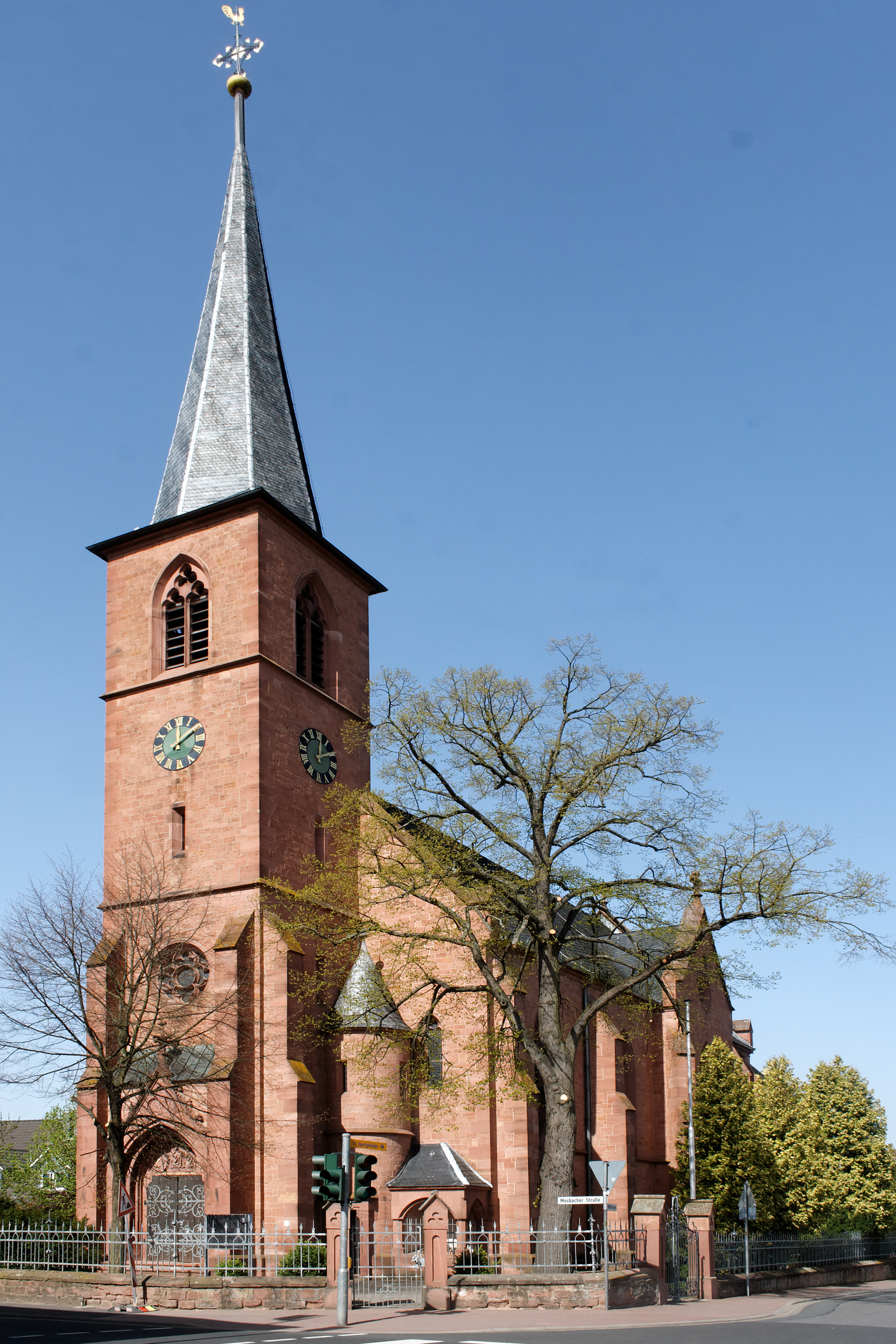
St. Sebastian

### Einzelpfarreien

#### Einzelpfarrei Kleinostheim
- Pfarrei St. Laurentius, Kleinostheim

#### Einzelpfarrei Mainaschaff
- Pfarrei St. Margaretha, Mainaschaff mit Marienkapelle

#### Einzelpfarrei Stockstadt
- Pfarrei Maria Rosenkranzkönigin, Stockstadt am Main, St. Leonhardus mit Kapelle St. Anna

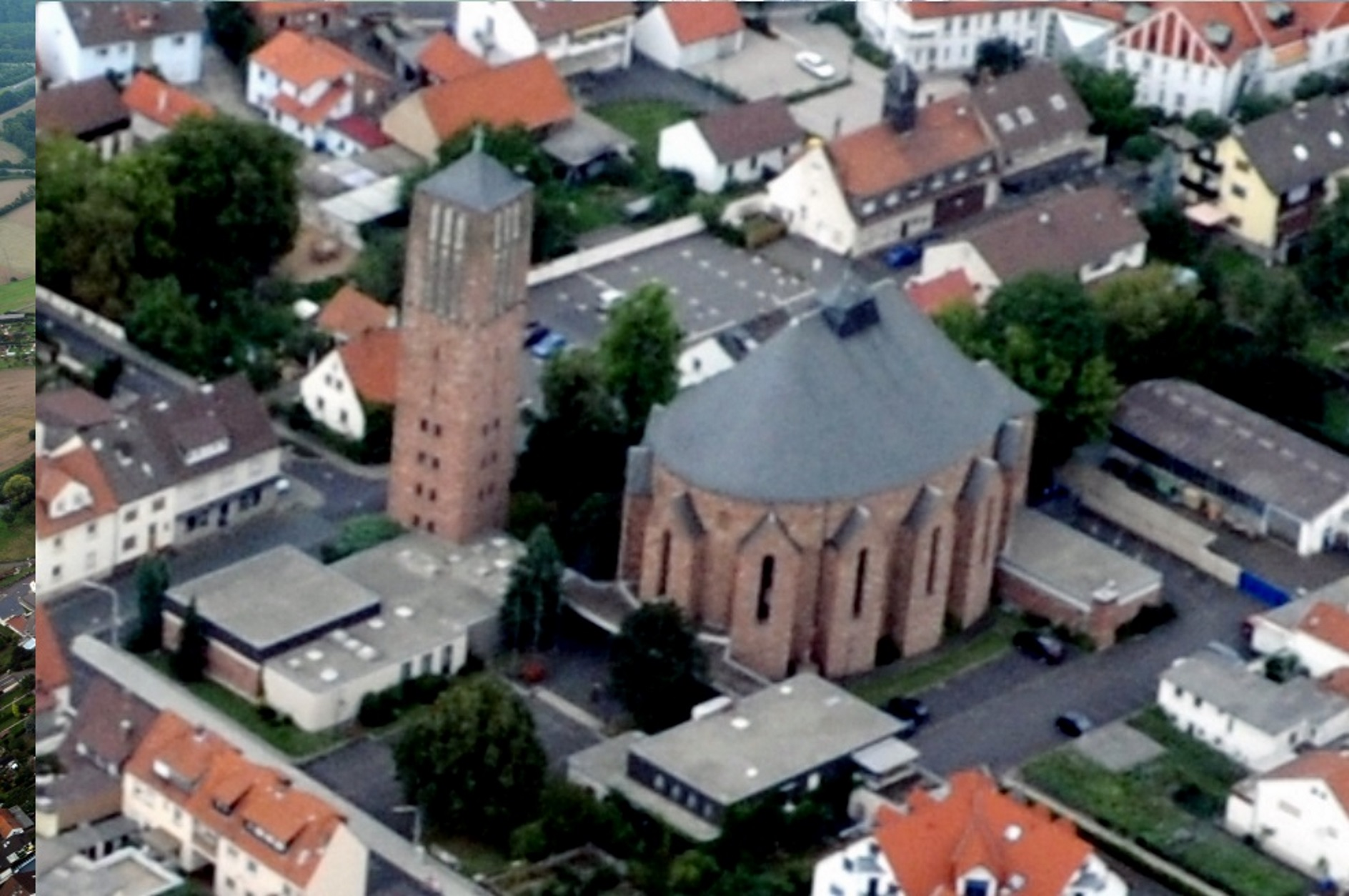
Maria Rosenkranzkönigin
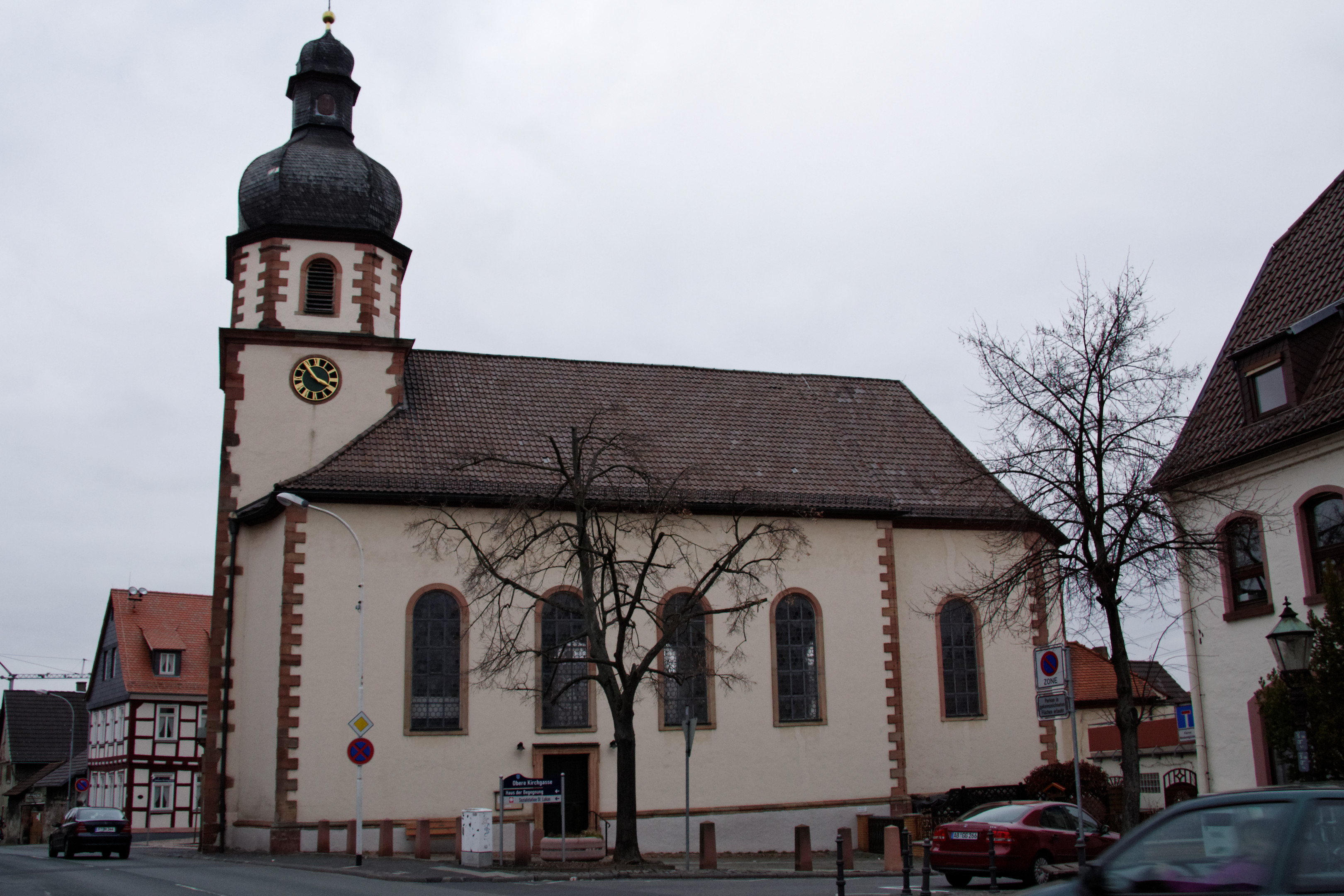
St. Leonhardus